# Dark Cuervo
Jaime Ignacio Tirado Correa (4 de enero de 1974) es un luchador profesional mexicano conocido como Dark Cuervo o Cuervo. Fue muy conocido por haber competido en Lucha Libre AAA Worldwide (AAA) y ha sido parte de The Black Family y su predecesora La Secta Cibernética.
Entre sus logros, González ha sido cuatro veces Campeón Mundial en Parejas de AAA con Dark Ozz (en una ocasión) y Dark Escoria (en tres ocasiones), una vez 
Campeón Mundial en Parejas de AJPW con Dark Ozz y una vez Campeón Mundial en Tercias de AAA con Dark Escoria y El Zorro.

## Carrera
Jaime Correa entrenó con Dos Caras e Impala antes de hacer su debut en la lucha libre en 1996. Correa debutó como Cuervo, un personaje de inspiración gótica con pintura facial blanca y marcas negras. En 1998, Coerra utilizó brevemente el nombre "Heavy Dracula", pero lo abandonó después de sólo unos meses y volvió a ser El Cuervo. En 1999, El Cuervo se convirtió en miembro del breve stable de Abismo Negro, Los Vipers Extreme,. Después de sólo unos meses, los dos stables de Viper se reunieron pero sin El Cuervo.
A principios de 2001, El Cuervo se asoció con otros cuatro luchadores que usaron un truco, apariencia y actitud similares a los de Cuervo para formar el grupo The Black Family. Los otros luchadores fueron Charly Manson, Escoria y Ozz. Al principio de la vida del stable, Charly Manson sufrió una lesión grave después de caerse de una escalera durante un combate que dejó a Manson fuera de la lucha libre durante un largo período. The Black Family contrató a Chessman como cuarto miembro. Alrededor de la época en que Chessman se unió a Black Family pasó a formar parte de Lucha Libre Latina (LLL), la versión mexicana del New World Order, un grupo liderado por Cibernético, viejo amigo de Chessman. Aunque eran parte de un grupo mucho más grande, los cuatro hombres todavía trabajaban como una unidad.
El 18 de julio de 2003, The Black Family ganó su primer campeonato como unidad cuando derrotaron a Oscar Sevilla y Los Barrio Boys por el título de Atómicos, pero su racha sólo duró 31 días antes de que Sevilla y Los Barrio Boys recuperaran los títulos. Pasaría poco más de un año antes de que la Familia Negra tuviera otra oportunidad de ostentar los títulos, ya que los ganaron el 20 de agosto de 2004.
En 2005, Cibernético formó un nuevo grupo llamado La Secta Cibernética que incluía a sus amigos Charly Manson y Chessman y, gracias a la membresía de Chessman, la Black Family también fue invitada a unirse a este nuevo supergrupo. El grupo asistió a Cibernético en su rivalidad con La Parka (la versión AAA), no pudiendo evitar que fuera desenmascarado en Triplemanía XII. Más tarde ese mismo año, trajeron a Muerta Cibernética para vengarse de La Parka. Cuando Cibernético sufrió una grave lesión en la rodilla, Muerta Cibernética se hizo cargo del grupo y echó a Cibernético. Después de ostentar los títulos de Atómicos durante 789 días, más tarde perdió ante los Mexican Powers (Crazy Boy, Juventud Guerrera, Joe Líder y Psicosis II) el 18 de octubre de 2006.] No mucho después de perder los títulos en parejas, Chessman se convirtió en "tecnico" y se alió con Cibernético y Charly Manson para formar "Hell Brothers" luchando contra La Secta, ahora conocida como "La Secta del Mesías", ya que Muerta Cibernética cambió su nombre a "El Mesías". Con Chessman fuera de The Black Family, el equipo invitó a Espíritu a dejar Los Vatos Locos y unirse a ellos, la invitación fue aceptada sin ninguna fricción por parte del resto de Los Vatos Locos. En algún momento de 2006, los cuatro miembros de The Black Family cambiaron ligeramente sus nombres agregando la palabra "Dark" delante de sus nombres, por lo que Cuervo se convirtió en Dark Cuervo, aunque los nombres se usan indistintamente.
A principios de 2007, Cuervo se asoció con Dark Ozz para competir en un torneo de 16 equipos para coronar a los primeros Campeones Mundiales en Parejas de AAA. al final cuatro equipos se enfrentaron en la final del evento Rey de Reyes 2007. Dark Ozz y Dark Cuervo derrotaron a The Mexican Powers (Crazy Boy y Joe Líder), Los Guapos (Alan Stone y Zumbido) y Real Fuerza Aérea AAA (Pegasso y Super Fly) en una lucha eliminatoria para ganar los títulos. Cuervo se convirtió en doble campeón cuando The Black Family ganó los títulos de Atómicos ante las Potencias Mexicanas el 20 de mayo de 2007. La situación del doble título solo duró hasta Triplemanía XV donde el equipo Mexican Powers de Crazy Boy y Joe Lider ganaron el Campeonato en Parejas.
A principios de 2008, El Mesías y el resto de La Secta fueron expulsados de La Legión Extranjera y La Legión dejó a El Mesías fuera de servicio por un tiempo. Cuando El Mesías volvió a la competencia activa, comenzó a surgir tensión entre The Black Family y El Mesías. Las tensiones culminaron después de que El Mesías perdiera una lucha de "pelea callejera" en jaula de acero ante Vampiro en Verano de Escándalo (2008), lo que llevó a que The Black Family atacara a El Mesías y rompiera oficialmente su relación. Después de separarse La Secta del Mesías el grupo comenzó a tener una rivalidad con El Mesías. Durante el resto del 2008, Charly Manson y Chessman insinuaron que posiblemente regresarían a The Black Family, pero Manson resultó herido y retirado de la televisión mientras Chessman se volvía contra el grupo después de fingir amistad. El 9 de enero de 2009, Chessman se asoció con Los Psycho Circus (Killer Clown, Psycho Clown y Zombie Clown) para poner fin a la carrera por el Campeonato Nacional Atómicos de Black Family. En noviembre y diciembre de 2010, Cuervo y Ozz participaron en la liga de determinación de equipos más fuerte del mundo de All Japan Pro Wrestling. El dúo logró ganar cuatro de sus ocho partidos en el torneo y terminó quinto de nueve equipos en la clasificación final.
En mayo de 2011, Raven, Ozz y Spirit se unieron a La Parka y Drago para formar el grupo El Inframundo y luchar contra Los Bizarros de Cibernético, que también incluía a su antiguo compañero Escoria. Cuervo y Ozz regresaron a All Japan Pro Wrestling en septiembre de 2011 y, después de que Ozz cubriera al Campeón Mundial en Parejas de AJPW KENSO en una lucha por equipos de seis hombres, fueron nombrados los contendientes número uno a los títulos de KENSO y The Great Muta. El 9 de octubre en Héroes Inmortales, La Parka cambio a heel y unió a Los Perros del Mal. El 23 de octubre, Cuervo y Ozz derrotaron a Muta y KENSO para ganar el Campeonato Mundial en Parejas. Crow y Ozz regresaron a AAA el 16 de diciembre en Guerra de Titanes, junto con Vampiro, quien reemplazó a La Parka como líder de El Inframundo. Cuervo y Ozz perdieron el Campeonato Mundial en Parejas ante Manabu Soya y Takao Omori en su cuarta defensa del título el 20 de marzo de 2012.

## Campeonatos y logros
- All Japan Pro Wrestling
  - AJPW World Tag Team Championship (1 vez) - con Dark Ozz

- Kaoz Lucha Libre
  - Kaoz Tag Team Championship (1 vez) – con Escoria[10]

- Lucha Libre AAA Worldwide
  - Campeonato Mundial en Parejas de AAA (4 veces) - con Dark Ozz (1) y Dark Escoria (3)
  - Campeonato Mundial de Tríos de AAA (1 vez) - con El Zorro & Dark Escoria (1)
  - Campeonato Nacional Atómicos (3 veces) - con Escoria, Ozz & Chessman (2) y Dark Escoria, Dark Ozz & Dark Espíritu (1)

- Pro Wrestling Illustrated
  - Situado en el Nº320 en los PWI 500 de 2016[11]